# Trezzano sul Naviglio
Trezzano sul Naviglio (Trezzan AFI: [treˈsãː] o Trescian AFI: [treˈʃãː] in dialetto milanese) è un comune italiano di 21 768 abitanti, situato a sud-ovest di Milano, nella città metropolitana di Milano in Lombardia, lungo le sponde del Naviglio Grande.

## Storia
La storia di Trezzano sul Naviglio è strettamente legata a quella del capoluogo lombardo. I primi fondatori della cittadina furono gli Avvocati, una famiglia di proprietari terrieri della zona. Nel XII secolo però, dopo la decadenza della famiglia, le loro proprietà furono divise fra il monastero di S.Ambrogio e altri signori locali. La parrocchia di Trezzano fu poi inserita nella Pieve di Cesano Boscone; per qualche tempo la città dipese civilmente dai Capitani di Baggio.Nel 1396 Gian Galeazzo Visconti concesse molti fondi agricoli a Trezzano alla Certosa di Pavia.
Trezzano, infeudata dal 1543, fu data in feudo, intorno alla metà del XVII secolo, a Lopez Ponce de León, con il titolo di marchese. Lopez era il figlio del militare Manuel Ponce de León, già viceré di Navarra ad interim nel 1609, Maestro di Campo e Castellano del Castello a Mare di Palermo ed era imparentato con il viceré di Napoli Rodrigo Ponce de León. Non avendo avuto figli dal suo matrimonio con la nobildonna siciliana Leonora Landolina, Lopez trasmise per disposizione testamentaria, datata 1653, il feudo al cognato, Antonio Landolina, barone di Belludia. Quest'ultimo ottenne anche per sé e per i suoi eredi il rinnovo del titolo marchesale relativo al feudo. La famiglia Landolina tenne il feudo sino alla sua soppressione, avvenuta nel 1796, con l'avvento della Repubblica Cisalpina.
Borgo contadino originariamente chiamato Treciano, sviluppato intorno a due conventi, uno Certosino e l'altro Cistercense, è nato intorno al XIII secolo in corrispondenza della costruzione del Naviglio Grande. Nel 1771 contava 605 abitanti. Nel 1809 gli furono annessi Loirano e Terzago, ma nel 1811 fu a sua volta incorporato da Corsico: il tutto fu comunque annullato nel 1816 dagli austriaci, che però nel 1841 recuperarono e resero definitivo il primo dei due decreti dell'età napoleonica. Il comune assunse l'attuale denominazione nel 1862 quando all'originale nome "Trezzano" venne aggiunto "sul Naviglio".
Mantenne la connotazione di piccolo comune fino al 1960 quando la provincia di Milano costruì la strada nuova Vigevanese. L'imprenditore Renzo Zingone si adoperò in un'operazione immobiliare (la nascita dell'omonimo quartiere), che prevedeva la realizzazione di 390.000 m² residenziali, 700.000 m² industriali e 110.000 m² di servizi, dando il via a una massiccia urbanizzazione del territorio fino ad arrivare ai 4 milioni di metri quadrati attuali.
Il Quartiere Zingone è caratterizzato da un complesso di edifici dall'architettura sobria e razionale tipica del secondo dopoguerra anni '60, che si sviluppano attorno alla piazza principale, piazza San Lorenzo, su cui troneggia il maestoso Grattacielo. Quest'area è tutt'oggi un importante punto di ritrovo per gli abitanti del quartiere.
Successivamente nel 1964 Renzo Zingone, chiamando l'architetto Franco Negri, già suo collaboratore per il progetto di Trezzano, avrebbe deciso di applicare la stessa visione utopica alla fondazione di una vera e propria città, Zingonia, in provincia di Bergamo.

### Simboli
Lo stemma e il gonfalone sono stati concessi con DPR del 12 giugno 1969.
Lo stemma del comune riprende nel primo interzato i pali di rosso in campo d'oro del blasone dei Ponce de León e nel secondo i tre gigli d'argento in campo nero del blasone dei Landolina. La figura inserita nella terzo interzato si riferisce invece al ponte di pietra che congiungeva le due rive del Naviglio.
Il gonfalone è un drappo tagliato di azzurro e di rosso.

## Monumenti e luoghi d'interesse

### Le chiese
Nel paese sono presenti alcune strutture religiose: 
- I due conventi esistono ancora trasformati in case private,
- La chiesa di Sant'Ambrogio risalente al XII secolo. La chiesa parrocchiale fu ampliata nel XVII secolo e vi furono aggiunti elementi barocchi. Ancora oggi in questa chiesa sono conservati alcuni affreschi del Luini.

- Altra chiesa di Trezzano è quella di San Lorenzo posta nel quartiere Zingone e costruita a metà del secolo scorso.
- Nel settembre 2014 è stata inaugurata la chiesa di Gianna Beretta Molla.

### Il Lago Boscaccio
Nel territorio trezzanese, all'interno del Parco Agricolo Sud Milano è presente il Lago Boscaccio, che per la sua estensione fa parte congiuntamente dei comuni di Trezzano e Gaggiano.
I primi interventi di recupero ambientale al Lago Boscaccio, avviati nel 1984, hanno interessato la riqualificazione delle sponde e la relativa piantumazione; il progetto si è via via arricchito di nuovi contenuti, grazie anche a prestigiose collaborazioni con biologi e naturalisti, permettendo così di ricreare l'habitat che possiamo osservare oggi. Conclusa la fase produttiva, nel 1994 è seguita la dismissione e lo spostamento degli impianti di lavorazione ed il completamento del recupero ambientale del lago; in tale anno, infatti, nacque il "Progetto Natura Boscaccio" quando le Cave Merlini, con lo scopo di rendere attuabili e sostenibili nell'area del Lago Boscaccio nuove iniziative alternative all'attività di cava, decisero di spostare gli impianti di lavorazione e selezione, allora localizzati nell'area prospiciente il lago, in una nuova posizione più marginale.
Oggi l'attività di recupero è contemporanea allo stato di avanzamento dei processi di coltivazione che creano nuove sponde di lago da recuperare e mettere in sicurezza. La pianificazione dei programmi industriali, gli interventi di recupero ambientale ed il monitoraggio degli ecosistemi creati hanno determinato l'attuale realtà del Lago Boscaccio ed hanno permesso l'attuarsi del progetto Natura Boscaccio.

### Il Parco del Centenario
ll parco nasce nel 2000, e proprio al passaggio dal XX al XXI secolo è riferito il nome "Parco del Centenario".
Si tratta di un'area di 160.000 m², derivato da campi di coltivazione intensiva ed è stato concesso al Comune di Trezzano quale opera di urbanizzazione per nuove costruzioni. Nell'anno 2007 è stata stipulata una convenzione tra l'Associazione "Salvambiente Trezzano sul Naviglio" e Parco Agricolo Sud Milano per la gestione di un “Punto parco” presso il “Centenario”.
Il parco permette ai cittadini di entrare in contatto con la natura e, al tempo stesso, di trovare uno spazio lontano dal caos cittadino, in cui rilassarsi oppure praticare attività fisica (anche grazie alle attrezzature fornite dall'Amministrazione Comunale).

## Società

### Evoluzione demografica
In un solo decennio, dal 1961 al 1971, la popolazione residente è aumentata di dieci volte .
- 321 nel 1751
- 309 nel 1805
- 696 nel 1809 dopo l’annessione di Loirano e Terzago
- annessione a Corsico nel 1809
- 1182 nel 1853

Abitanti censiti

### Etnie e minoranze straniere
Secondo i dati ISTAT al 31 dicembre 2024 la popolazione straniera residente era di 2.206 persone, pari al 10,15% dei residenti.
Le nazionalità maggiormente rappresentate in base alla loro percentuale sul totale della popolazione residente erano:
- Romania 209 1,08%

## Infrastrutture e trasporti
La fermata di Trezzano sul Naviglio, posta lungo la ferrovia Milano-Mortara, è servita dai treni della linea S9 (Saronno-Milano–Albairate) del servizio ferroviario suburbano di Milano svolto da Trenord nell'ambito del contratto di servizio stipulato con la Regione Lombardia. Inoltre, il territorio è attraversato dalla linea 327 di ATM Milano e dalla STAV abbiategrasso.
Fra il 1914 e il 1956 la città era servita da una fermata della tranvia Milano-Corsico-Abbiategrasso.

## Amministrazione

Municipio

| Periodo          | Periodo        | Primo cittadino        | Partito                                     | Carica                    | Note |
| ---------------- | -------------- | ---------------------- | ------------------------------------------- | ------------------------- | ---- |
| 27 aprile 1997   | 13 maggio 2001 | Luisella Pirani        | Forza Italia                                | sindaco                   |      |
| 13 maggio 2001   | 4 aprile 2005  | Luisella Pirani        | Forza Italia                                | sindaco                   |      |
| 4 aprile 2005    | 29 marzo 2010  | Liana Daniela Scundi   | Democratici di Sinistra Partito Democratico | sindaco                   |      |
| 20 novembre 1994 | 27 aprile 1997 | Ivano Eugenio Padovani | Forza Italia                                | sindaco                   |      |
| 29 marzo 2010    | 4 luglio 2013  | Giorgio Tomasino       | Il Popolo della Libertà                     | sindaco                   |      |
| 4 luglio 2013    | 26 maggio 2014 |                        |                                             | commissario straordinario |      |
| 26 maggio 2014   | 27 maggio 2019 | Fabio Bottero          | Partito Democratico                         | sindaco                   |      |
| 27 maggio 2019   | 24 giugno 2024 | Fabio Bottero          | Partito Democratico                         | sindaco                   |      |

### Gemellaggi
- Buie
- Eching

## Sport

### Calcio
Nel territorio trezzanese sono presenti diverse società sportive, tra le quali due squadre di calcio Nuova Trezzano e Real Trezzano.

### Altri sport
Inoltre sono presenti la A.S. New San Lorenzo (calcio a 7 nel campionato C.S.I., colori sociali verde-nero), la Trezzano Soccer Five (calcio a 5) e la Trezzano Basket. La Polisportiva Trezzano che segue altri sport, tra i quali, la pallavolo, il ciclismo, il canottaggio, attività subacquee e il tennistavolo.
Tutte le società sportive trezzanesi, ad eccezione delle due squadre di calcio a 11 e della New San Lorenzo, hanno adottato come colori sociali il rosso e il blu, colori spesso erroneamente associati al Comune che però nel suo stemma riporta il giallo e il rosso.

### Campi e impianti sportivi
Il campo sportivo principale è il Luigi Fabbri, dove si disputano le partite casalinghe della Nuova Trezzano e che nella stagione 2019-2020 ospita gli allenamenti del Pavia. Altri campi sono quelli di via Don Casaleggi, dove hanno sede gli impianti della Real Trezzano.
Ormai scomparso è il campo di via Curiel "sacrificato" nel 2010 per completare i lavori di ampliamento della stazione ferroviaria locale e del relativo parcheggio. 
Le gare casalinghe della Trezzano Basket e della Pallavolo Trezzano si svolgono nelle palestre di via Di Vittorio.